# Камэнаси, Кадзуя
Кадзуя Камэнаси (яп. 亀梨 和也 Камэнаси Кадзуя, род. 23 февраля 1986, Эдогава, Токио, Япония) или Камэ, Камэ-тян, Кадзуя-кун — японский идол, актёр, певец, член j-pop-группы KAT-TUN, принадлежащей компании Johnny & Associates.
В Джонниз Камэ привёл отец в 1998 году в возрасте 12 лет, сказав, что ведёт на бейсбольный матч. С 2001 года Камэ является членом популярной j-pop-группы KAT-TUN. Группа официально дебютировала в 2006 году, выпустила 8 альбомов и 22 сингла, все релизы заняли первую строчку национального чарта Орикон. Несмотря на то, что Камэ — самый молодой участник, он считается её неофициальным лидером. Именно его назначают основным спикером от лица группы, когда KAT-TUN выступает на телевидении или дает концерты. Камэ дебютировал раньше KAT-TUN, выпустив в 2005 году вместе с Ямасита Томохиса (совместный проект «Shūji to Akira» («Сюдзи и Акира»)) сингл под названием «Seishun Amigo» («Юные друзья»). В сингл также вошла написанная Камэ песня «Kizuna» («Связь»), которая была использована в дораме «Гокусэн 2 сезон». За 4 недели было продано более 1 млн копий, а сингл был признан лучшим в Японии в 2005 году.
Камэнаси является признанным ТВ-актёром с премиями за роли в дорамах «Продюсирование Нобуты», «Гокусэн 2 сезон», «Божественные капли», «Семь обличий Ямато Надэсико» и с 2005 года регулярно появляется в различных ТВ дорамах. Он был соведущим ночного развлекательного шоу группы KAT-TUN на канале NTV «Cartoon KAT-TUN» до самого его завершения в марте 2010 года. Каме ведет собственную радиопередачу на Nippon Cultural Broadcasting, а также является спортивным комментатором в телепередаче Going! Sports & News, которая транслируется на канале NTV в воскресенье вечером.

## Фильмография

#### Фильмы
| Год  | Русское название    | Английское название   | Японское название  | Роль                             |
| ---- | ------------------- | --------------------- | ------------------ | -------------------------------- |
| 2009 | Гокусэн Фильм       | Gokusen               | ごくせん           | Рю Одагири                       |
| 2012 | Бэм, человек-монстр | Humanoid Monster, Bem | 映画 妖怪人間ベム  | Бэм                              |
| 2013 | Это я, это я        | It’s me, it’s me      | 俺俺               | Хитоси Нагано + 32 др.персонажей |
| 2014 | Утро в Ванкувере    | The Vancouver Asahi   | バンクーバーの朝日 | Рой Наганиси                     |
| 2015 | Игра джокера        | Joker Game            | ジョーカー・ゲーム | Дзиро Като                       |
| 2017 | Пи и ДжейКей        | P to JK               | PとJK              | Котой Сагано                     |

#### Сериалы
| Год       | Телеканал | Русское название (неоф.)             | Английское название                                                     | Японское название      | Роль                                 |
| --------- | --------- | ------------------------------------ | ----------------------------------------------------------------------- | ---------------------- | ------------------------------------ |
| 1999-2000 | TBS       | Кимпати-сэнсэй (5 сезон)             | 3 nen B gumi Kinpachi sensei (5 season)                                 | 3年B組金八先生         | Акихико Фукагава                     |
| 2005      | NTV       | Гокусэн 2 сезон                      | Gokusen 2 season                                                        | ごくせん               | Рю Одагири                           |
| 2005      | NTV       | Происшествие в заброшенной деревушке | Kindaichi Shōnen no Jikenbo (Special)                                   | 金田一少年の事件簿     | Хадзимэ Киндаити                     |
| 2005      | NTV       | Продюсирование Нобуты                | Nobuta wo Produce                                                       | 野ブタ。をプロデュース | Сюдзи Киритани                       |
| 2006      | Fuji TV   | Сапури                               | Sapuri                                                                  | サプリ                 | Юя Исида                             |
| 2006      | NTV       | Юки                                  | Yuuki                                                                   | ユウキ                 | Юки Санда                            |
| 2006      | NTV       | Куитан                               | Kuitan SP                                                               | 喰いタン               | камео                                |
| 2006      | NTV       | Одна единственная любовь             | Tatta Hitotsu no Koi                                                    | たったひとつの恋       | Хирото Кандзаки                      |
| 2007      | TBS       | Экспресс Танака-3                    | Tokkyu Tanaka San Go Архивная копия от 22 марта 2008 на Wayback Machine | 特急田中3号            | Тору Сибахара (гость, эп.9)          |
| 2008      | NTV       | Однофунтовое Евангелие               | One-Pound Gospel/1 Pound no Fukuin                                      | 1ポンドの福音          | Косаку Хатанака                      |
| 2009      | NTV       | Капли бога                           | Kami no Shizuku                                                         | 神の雫                 | Сидзуку Кандзаки                     |
| 2009      | TBS       | MR. BRAIN                            | MR. BRAIN                                                               | MR. BRAIN              | Доктор Масакадзу Вакуи (гость, эп.3) |
| 2010      | TBS       | Семь обличий Ямато Надэсико          | Yamato Nadeshiko Shichi Henge                                           | ヤマトナデシコ七変化   | Кёхэй Такано                         |
| 2011      | TBS       | Кинпати-сэнсэй (Финал)               | 3 nen B gumi Kinpachi sensei FINAL                                      | 3年B組金八先生         | Акихико Фукагава (гость)             |
| 2011      | NTV       | Бэм, человек-монстр                  | Humanoid Monster, Bem                                                   | 映画 妖怪人間ベム      | Бэм                                  |
| 2013      | NTV       | Токио Бандвагон                      | Tokyo Bandwagon                                                         | 東京バンドワゴン       | Ао Хотта                             |
| 2015      | Fuji TV   | Вторая любовь                        | Second love                                                             | セカンド・ラブ         | Кэй Тайра                            |

#### Мюзиклы
| Год  | Название            | Дата                            | Роль         |
| ---- | ------------------- | ------------------------------- | ------------ |
| 2001 | SHOCK               | 1 декабря 2001 — 27 января 2002 | Второй план  |
| 2002 | SHOCK               | 4 июня — 28 июня                | Второй план  |
| 2003 | SHOCK is Real Shock | 8 января — 25 февраля           | Второй план  |
| 2004 | DREAM BOY           | 8 января — 31 января            | Второй план  |
| 2004 | DREAM BOY           | 8 мая — 23 мая                  | Главная роль |
| 2005 | Hey! Say! Dream Boy | 27 апреля — 15 мая              | Главная роль |
| 2006 | Dream Boys          | 3 января — 29 января            | Главная роль |
| 2007 | Dream Boys          | 5 сентября — 30 сентября        | Главная роль |
| 2008 | Dream Boys          | 4 марта — 30 марта              | Главная роль |
| 2009 | Dream Boys          | 4 сентября — 25 октября         | Главная роль |
| 2011 | Dream Boys          | 3 сентября — 25 сентября        | Главная роль |
| 2012 | Dream Boys          | 3 сентября — 29 сентября        | Главная роль |

#### Реклама
| Компания                  | Год          | Продукт                 |
| ------------------------- | ------------ | ----------------------- |
| Lotte                     | 2002-present | Crunky Chocolate        |
| Lotte                     | 2003-present | Plus X (Gum)            |
| Otsuka Pharmaceutical Co. | 2005         | Oronamin C              |
| Nintendo                  | 2005         | Dance Dance Revolution  |
| Kadokawa Shoten           | 2005         | The Television          |
| Rohto Pharmaceutical Co.  | 2005         | Rohto Zi:               |
| Rohto Pharmaceutical Co.  | 2005         | V Rohto Cool            |
| SKY Perfect               | 2006         | SKY PerfecTV!           |
| NTT DoCoMo                | 2005-2006    | FOMA902i                |
| NTT DoCoMo                | 2006         | FOMA new9               |
| NTT DoCoMo                | 2006         | FOMA903i                |
| NTT DoCoMo                | 2007         | FOMA903iTV              |
| KFC                       | 2007-2008    | Black Pepper Chicken    |
| Panasonic Corporation     | 2010         | LAMDASH Electric Shaver |
| AOKI                      | 2010         | AOKI 3D Slim Suit       |
| Panasonic                 | 2011         | LAMDASH Electric Shaver |
| AOKI                      | 2011         | AOKI 3D Slim Suit       |

#### Радио передачи
- Kamenashi Kazuya Kase by Kase транслируется Nippon Cultural Broadcasting; 4 апреля 2008 года — 30 сентября 2011 года
- Kamenashi Kazuya Hang Out транслируется FM NACK5; 1 октября 2011 года — настоящее время

#### Телевизионные передачи
- Going Sports and News транслируется Nippon Television; 3 апреля 2010 года — настоящее время
- Dramatic Game 1844 транслируется Nippon Television в качестве Baseball Special Supporter; 12 апреля 2011 года — настоящее время